# يوسوكي تاكامورا
يوسوكي تاكامورا (باليابانية: 崎村 祐丞) (27 يونيو 1998 في فوكوكا في اليابان – )؛ هو لاعب كرة قدم سابق كان يلعب كمهاجم.

## وصلات خارجية
- يوسوكي تاكامورا على موقع رابطة كرة القدم اليابانية للمحترفين (اليابانية)
- يوسوكي تاكامورا على موقع قاعدة بيانات كرة القدم.إي يو (الإنجليزية)
- يوسوكي تاكامورا على موقع Soccerway.com (الإنجليزية)
- يوسوكي تاكامورا على موقع عالم كرة القدم.نت (الإنجليزية)